# Overklassens hemmelige sexglæder
|  | Denne artikel er oprettet af botten PalnaBot ud fra en ekstern database. Den kan derfor have sproglige fejl eller mangler. Denne skabelon kan fjernes efter kontrol af indholdet. |

Sex-drama om den afdankede fotomodel Cynthia der flytter ind hos sin lillesøster der netop har ægtet en rig godsejer. Cynthia søger at forføre alle og vil ødelægge søsterens ægteskab. En intrige hun og godsejerens mislykkede bror lægger til rette rammer dog til sidst dem selv med dramatiske konsekvenser.